# Фосалта ди Портогруаро
Фосалта ди Портогруаро (итал. Fossalta di Portogruaro) је насеље у Италији у округу Венеција, региону Венето.
Према процени из 2011. у насељу је живело 2775 становника. Насеље се налази на надморској висини од 5 м.

## Становништво
Према резултатима пописа становништва 2011. у општини је живело 6.075 становника.
| 1931. | 1936. | 1951. | 1961. | 1971. | 1981. | 1991. | 2001. | 2011. |
| ----- | ----- | ----- | ----- | ----- | ----- | ----- | ----- | ----- |
| 5.003 | 5.193 | 5.988 | 5.417 | 5.103 | 5.639 | 5.681 | 5.843 | 6.075 |